# Сонмох блідуватий
Сонмох блідуватий (Hypnum pallescens) — вид мохів порядку гіпнобрієвих (Hypnales).

## Поширення
Ареал охоплює такі частини світу: Європа, Північна Африка, Північна Америка.
Населяє скелі, валуни, гнилу деревину, епіфіти на деревах, особливо на основі дерев, у лісистих районах; на висотах від 0 до 2000 метрів.

## Галерея

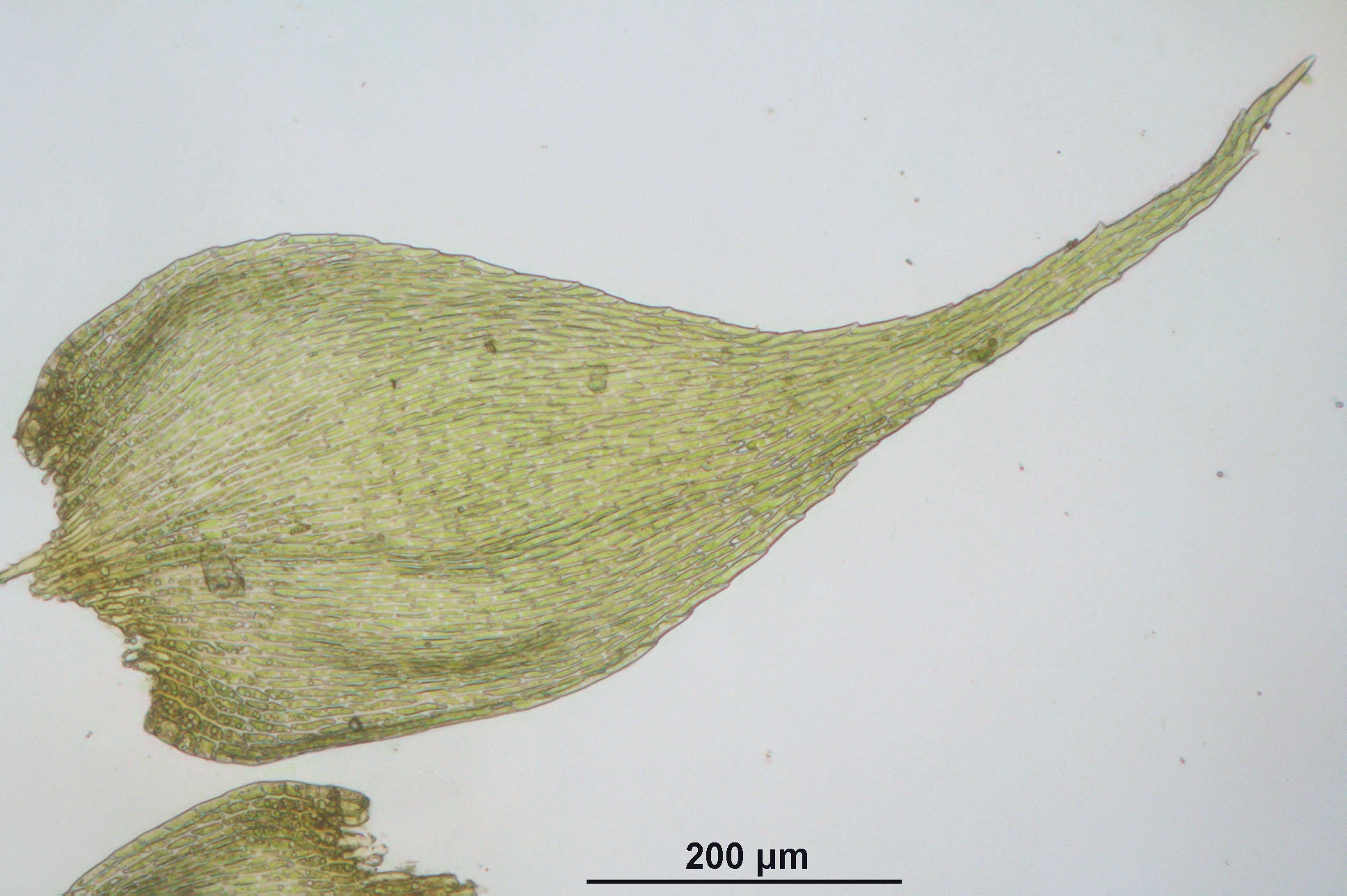
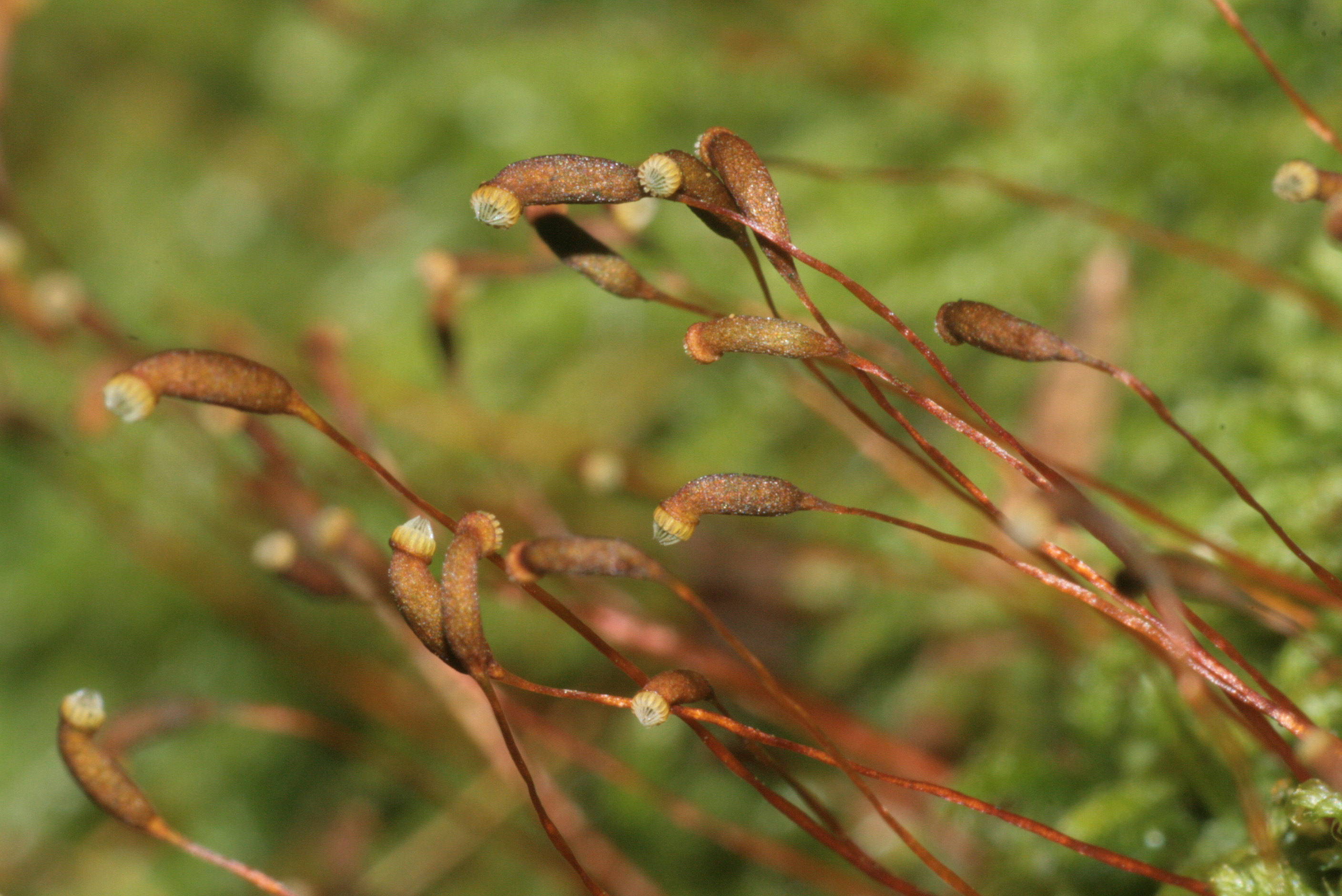
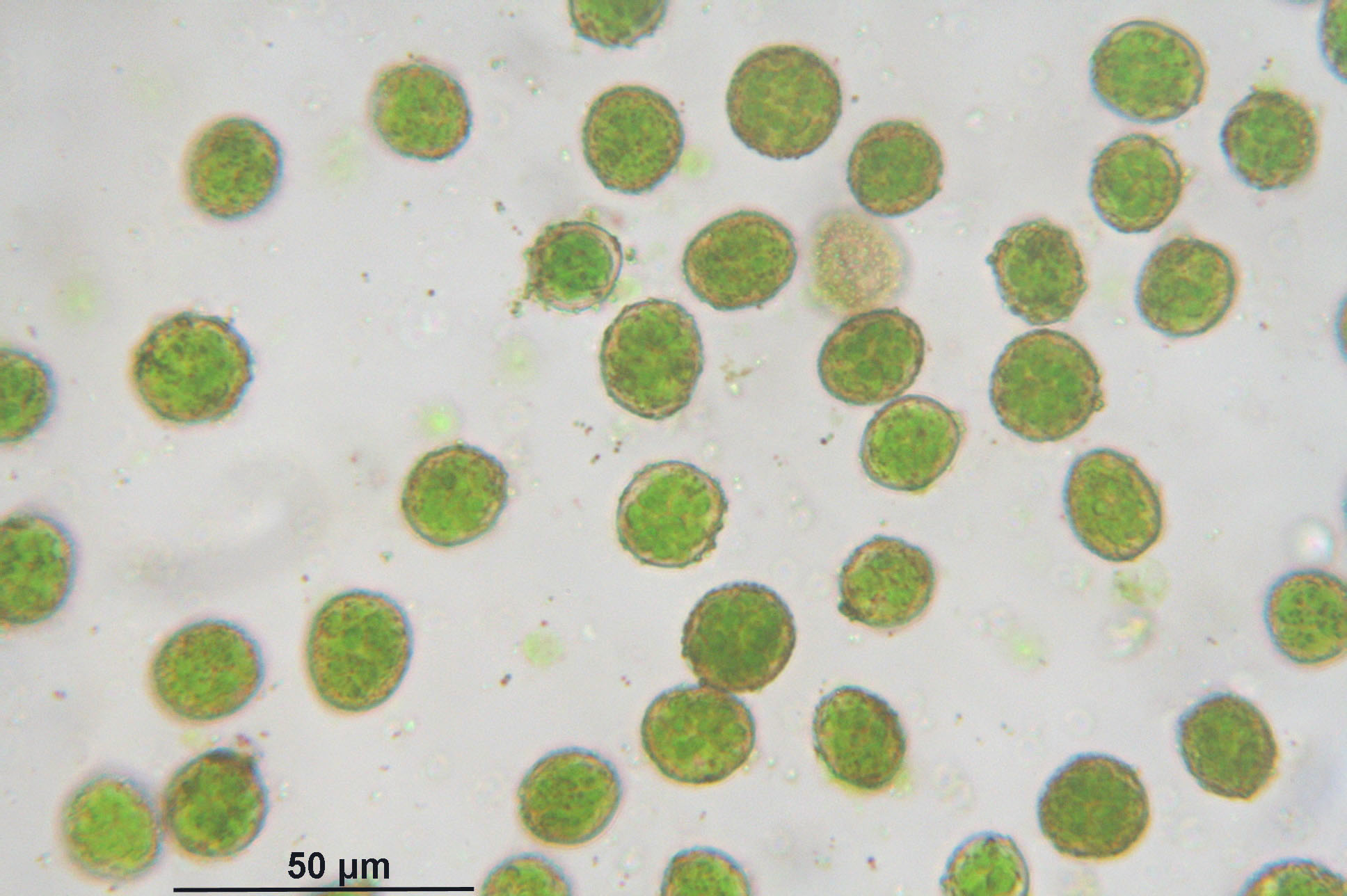

## Характеристика
Рослини дрібні, жовтуваті, золотисто-зелені, темно-зелені чи буруваті. Стебла 2–5 см, жовтувато-золотисто-зелені, зазвичай повзучі, регулярно чи неправильно перисті, гілки 0.2–0.4(6) см. Стеблові листки від яйцювато- до видовжено-ланцетних, звужені до верхівки, 0.6–1.1 × 0.4–0.6 мм; краї зазвичай широко або вузько загнуті проксимально, іноді до верхівки, зубчасті до майже цілого проксимально, зубчасті дистально. Гілкові листки з краями часто сильно пилчастими; верхівка більш поступово загострена. Вид автоіктичний. Коробочкові ніжки від жовтувато-коричневого до червоного забарвлення, 0.7–1.5 см. Коробочка від нахиленої до горизонтальної, жовтувато-темно-коричнева, видовжена або субциліндрична, 1–2.3 мм.